# Tshoper Kabambi
Tshoper Kabambi est un auteur, cinéaste, metteur en scène, producteur et réalisateur congolais,,,, fondateur du Festival International de Cinéma de Kinshasa, né le 9 juillet 1985 à Kinshasa.

## Filmographie
- 2013 : Mbote![6] (Court métrage)
- 2018 : Kadogo[5] (Court métrage)
- 2020 : Cœur d'Afrique (Heart of Africa)[3] (Long métrage)
- 2020 : Awa (Ici)[5] (Court métrage)

## Vie privée
Tshoper Kabambi est père de deux enfants et époux de la réalisatrice Deborah Basa.